# Eva Gonzalès
Eva Gonzalès (París, 19 d'abril de 1849 - París, 5 de maig de 1883) fou una pintora impressionista francesa d'origen espanyol i monegasc.

## Biografia
Filla de l'escriptor espanyol naturalitzat francès, Emmanuel Gonzalès, comença a estudiar pintura als setze anys. Deixeble de Charles Joshua Chaplin, més tard ho serà d'Édouard Manet. A l'estudi de Manet va ser model i alumna. La influència de Manet en la seva obra és visible fins a 1872; més endavant el seu estil es torna més personal, especialitzant-se en obres al pastel i tonalitats clares.
El 1879 es va casar amb un dels germans del gravador Henri Guérard, amb qui va tenir una filla, Julie. Gonzalès mor a causa d'una embòlia originada en el part, cinc dies després de la mort del seu mestre Manet. Està enterrada al cementiri de Montmartre, a París.

## Galeria

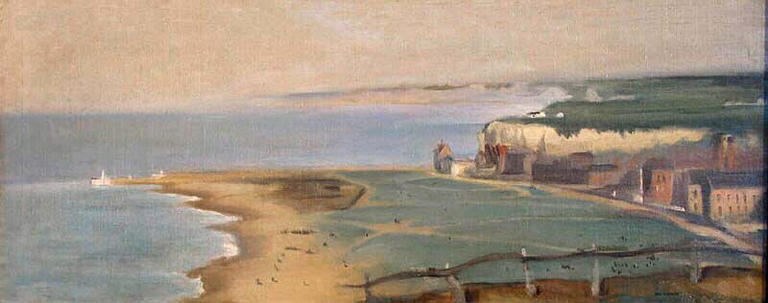
La plage de Dieppe (vue prise du château), Château-Musée, Dieppe, 1871
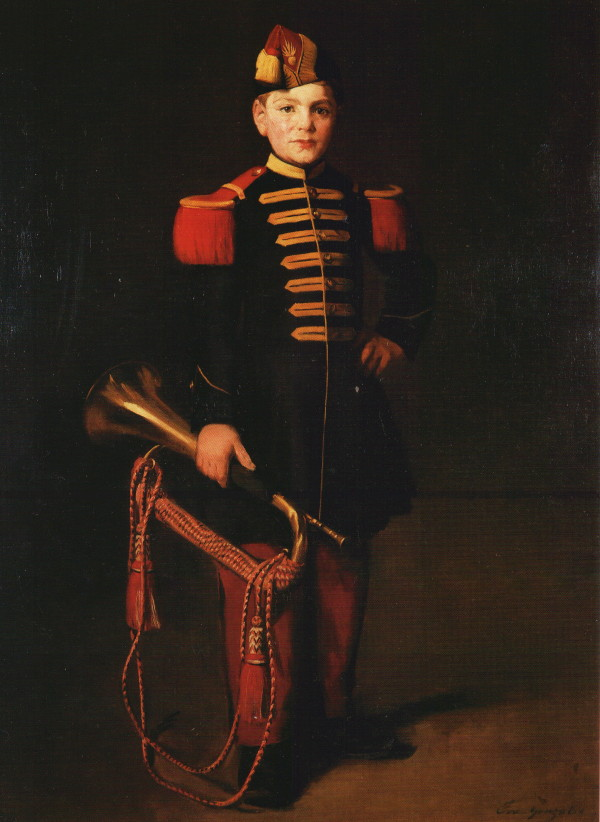
Enfant de troupe (ou Le clairon), Musée Gaston Rapin, Villeneuve-sur-Lot, 1870
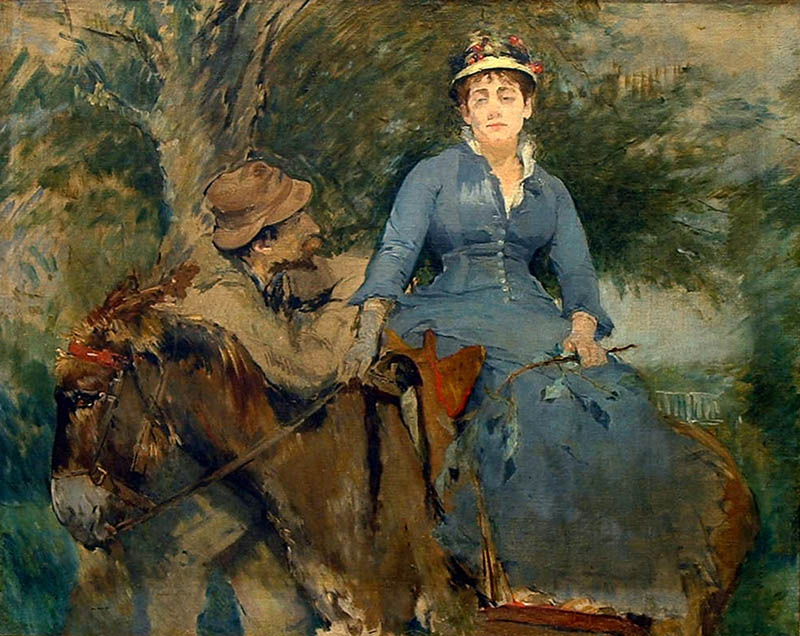
La promenade à dos d'âne, City Museum & Art Gallery, Bristol, Anglaterra, 1880
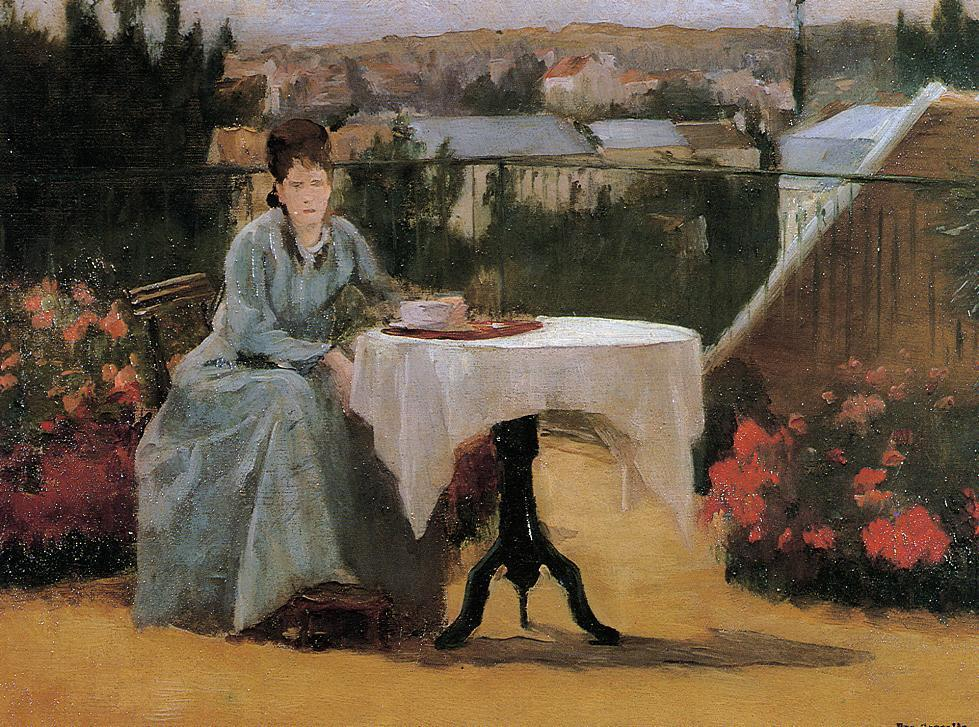
Sur la terrasse (Pontoise), col·lecció privada, 1877–1878
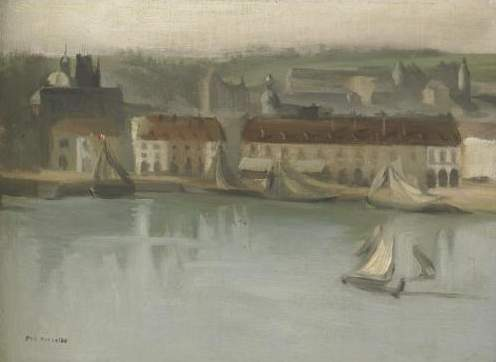
L'avant port (Dieppe), col·lecció privada
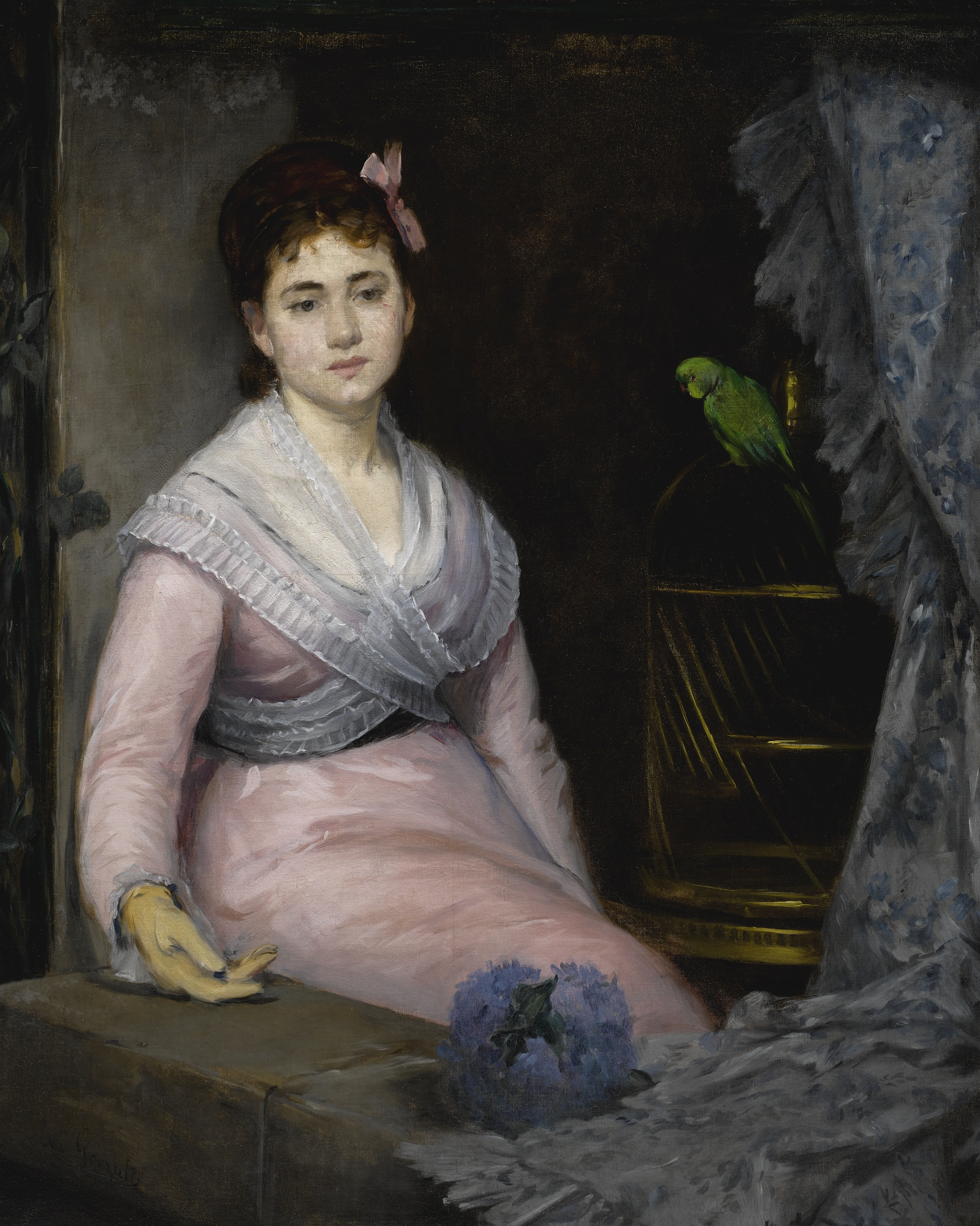
L'indolence, col·lecció privada, 1871–1872
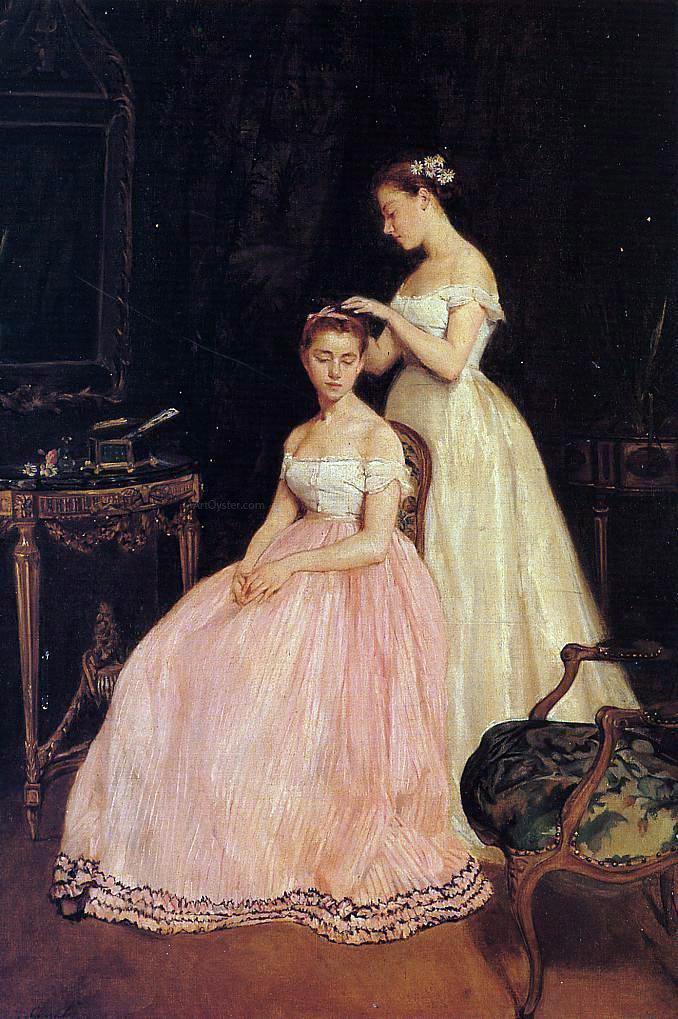
La toilette, col·lecció privada, 1879
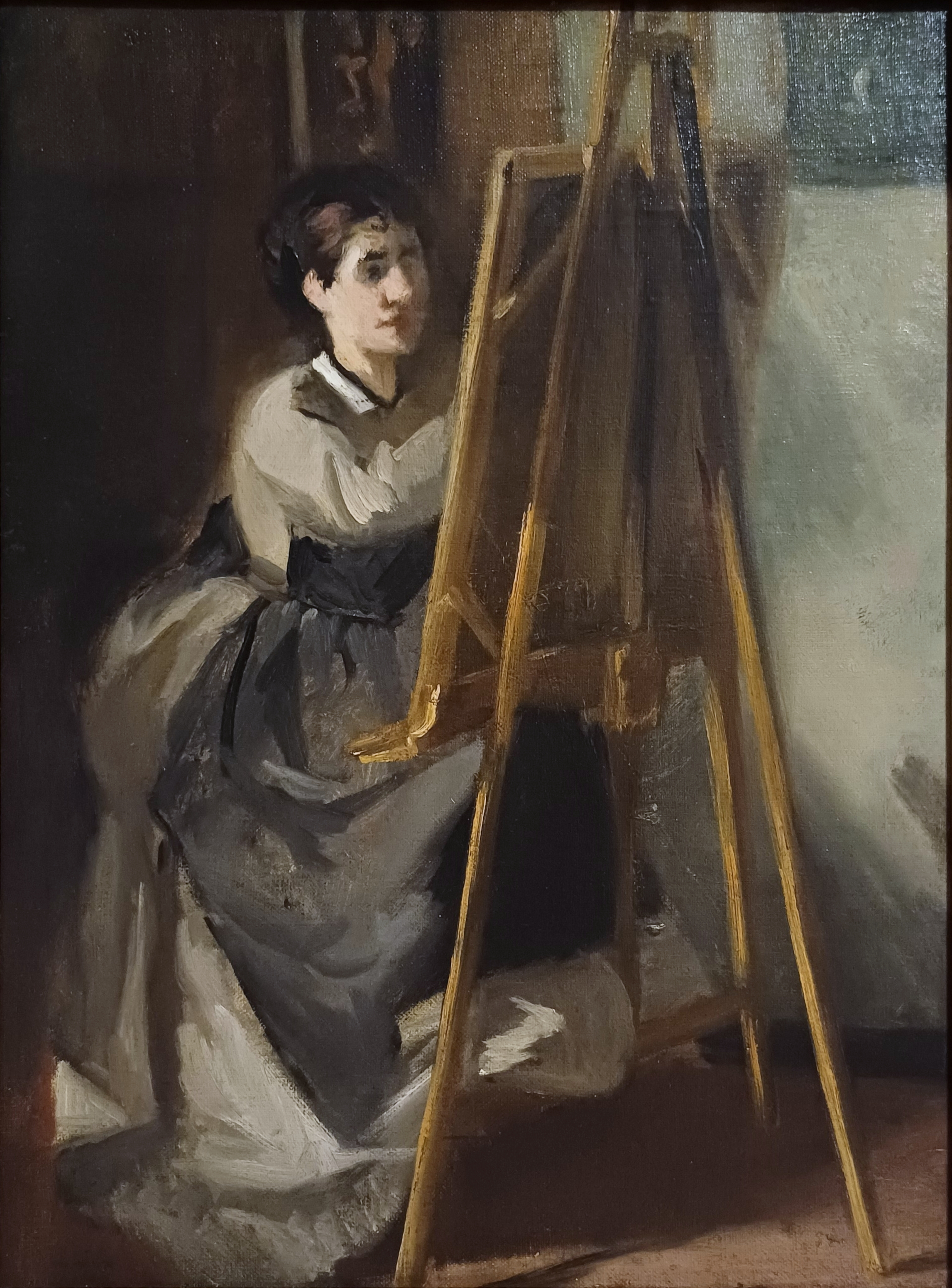
La jeune élève, col·lecció privada, 1871–1872
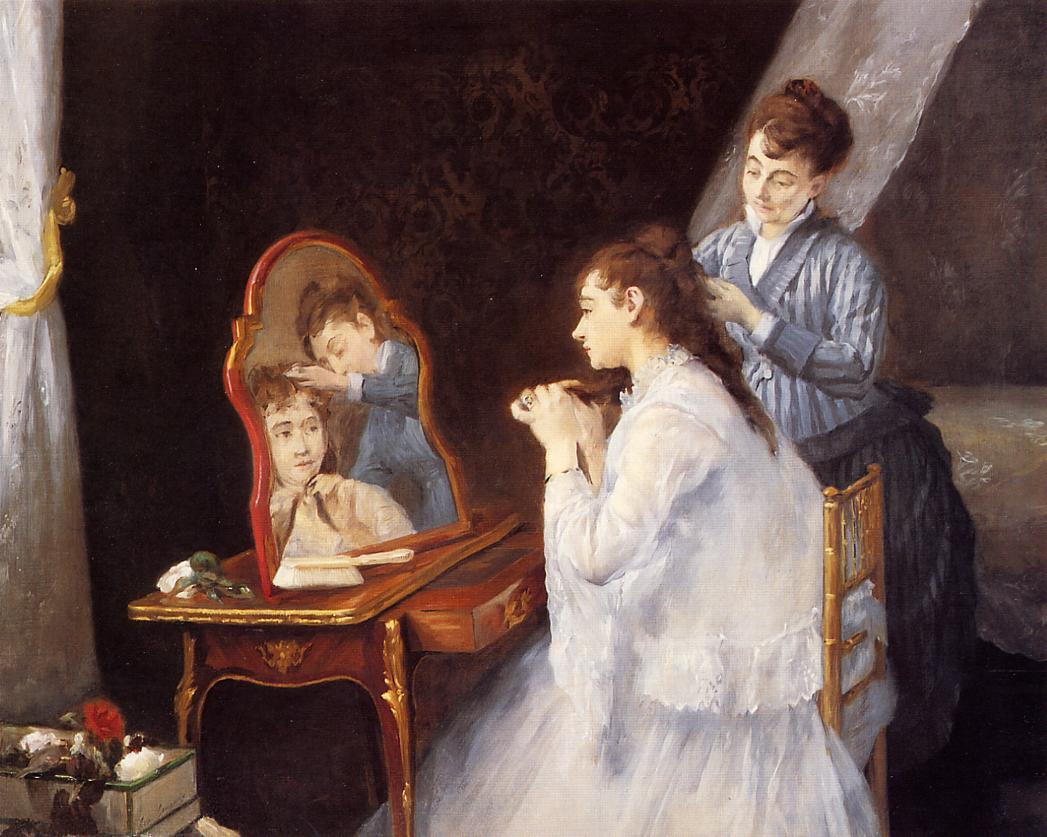
Le petit lever, col·lecció privada, 1875
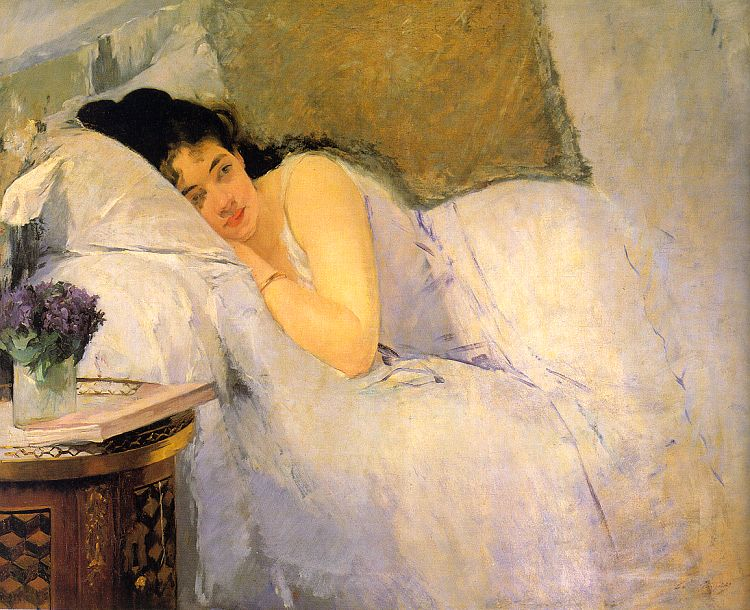
Le réveil, Kunsthalle Bremen, Bremen, Alemanya, 1876
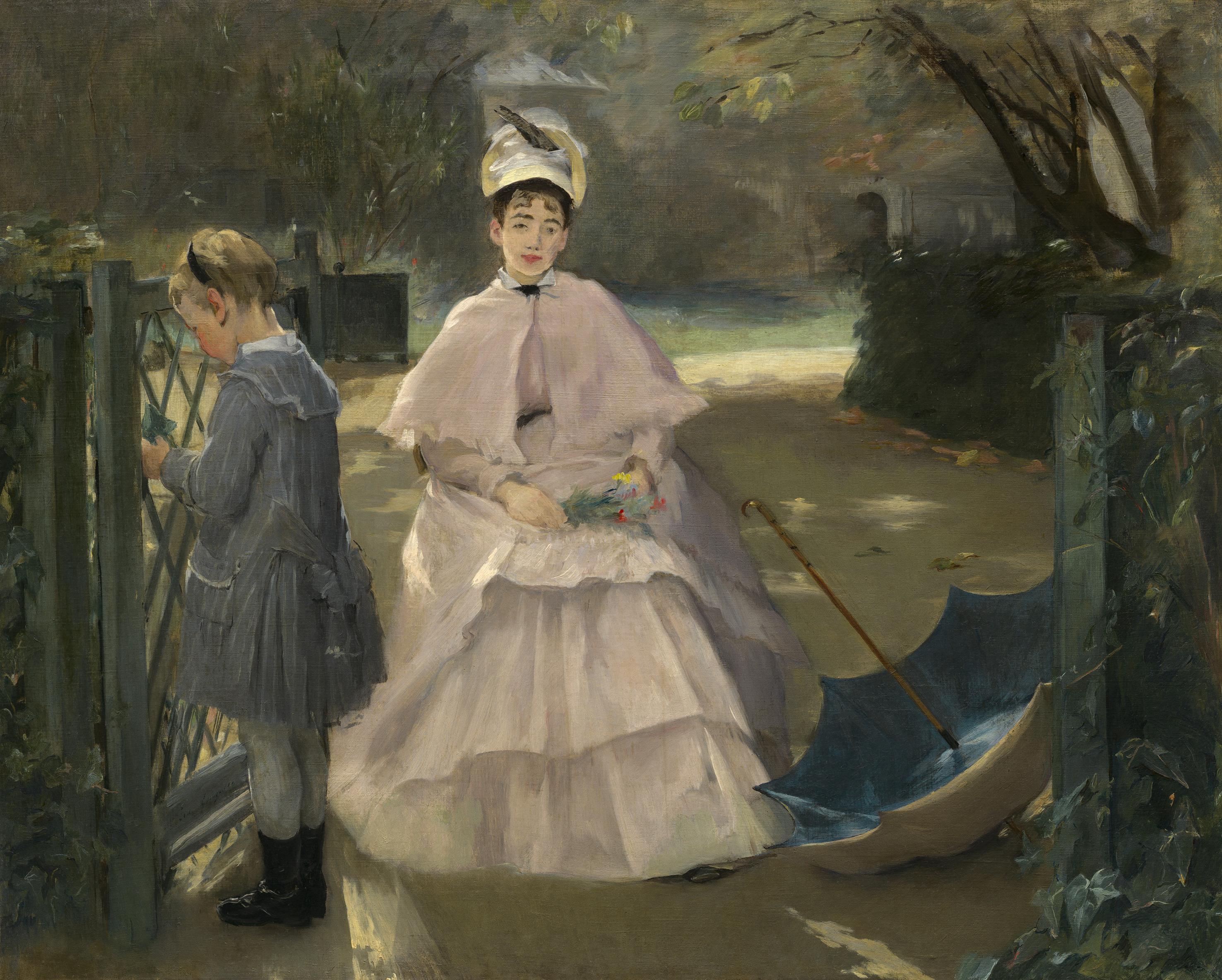
Nounou avec enfant, National Gallery of Art, Washington D.C., 1877–1878
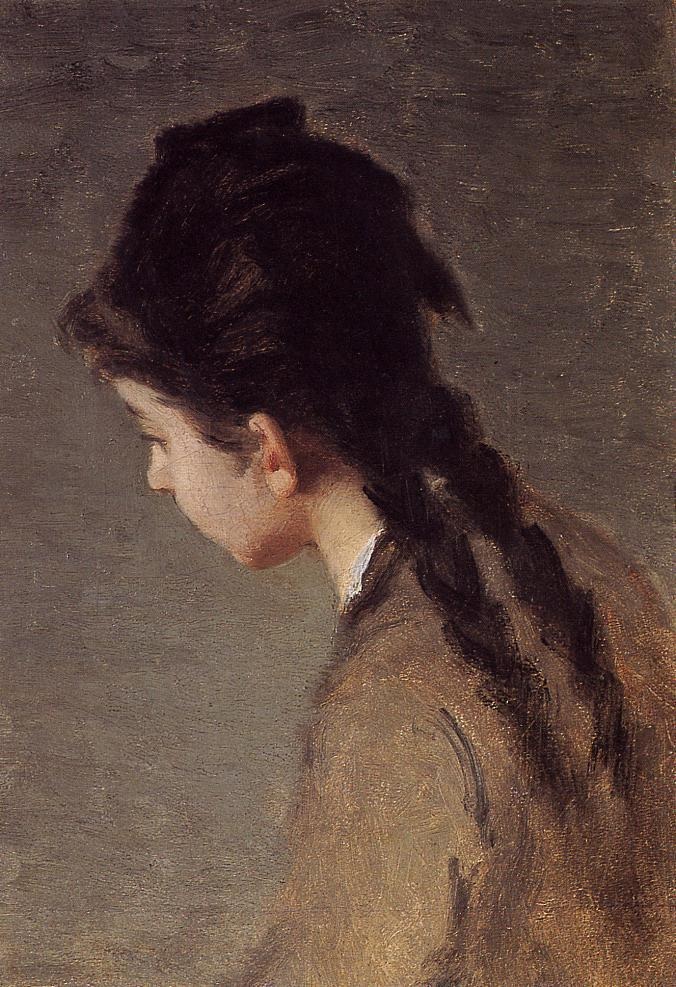
Petit profil aux nattes (Jeanne Gonzalès a posé pour ce tableau), col·lecció privada
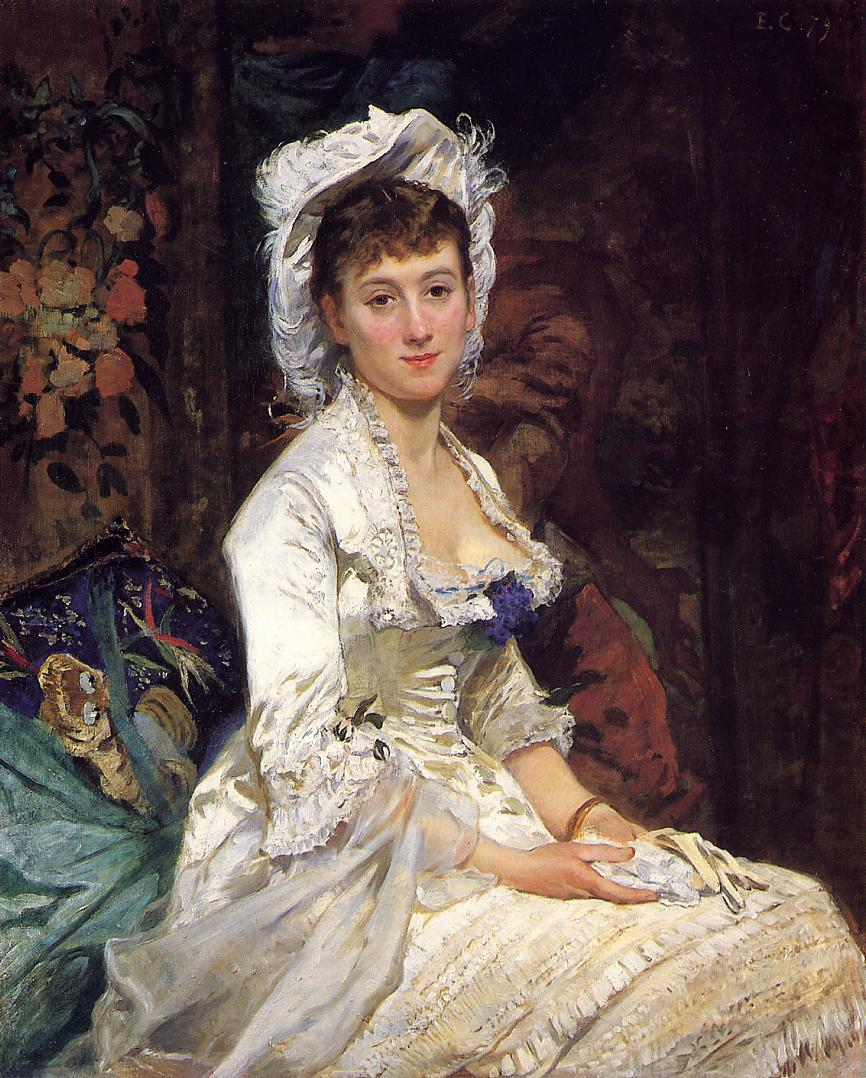
Portrait d'une jeune femme, col·lecció privada, 1873–1874
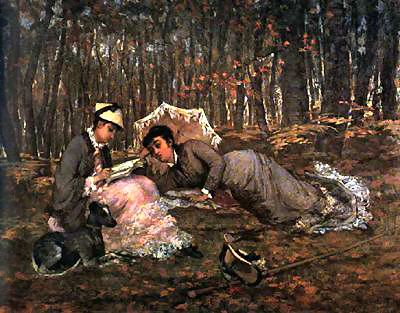
Reading in the Forest, Musée du Petit Palais, París, 1880
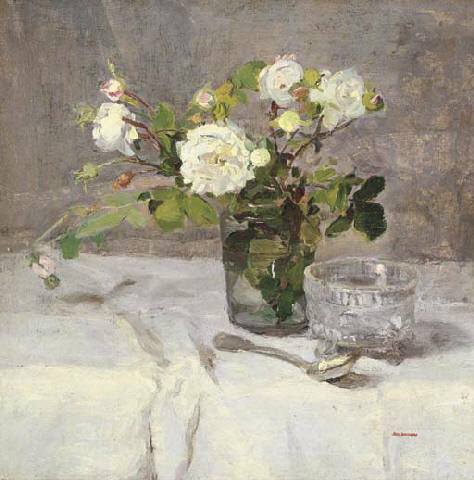
Roses dans un verre, col·lecció privada, 1880–1882
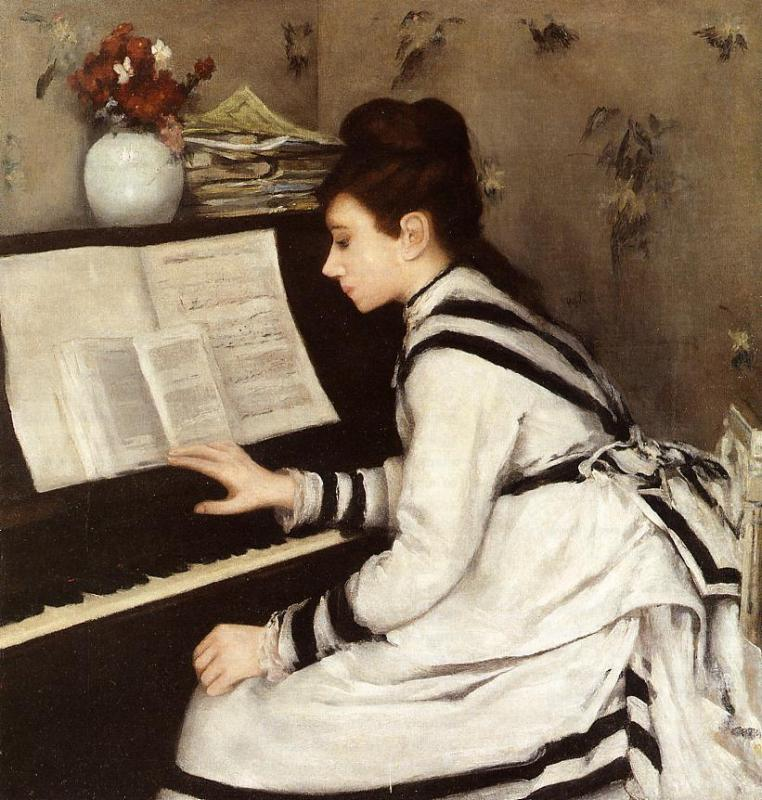
Secretly, col·lecció privada, 1877–1878
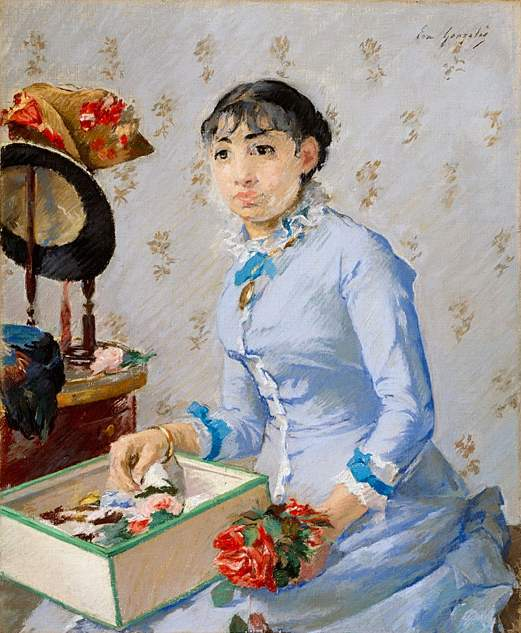
Une modiste, The Art Institute of Chicago, c. 1882–1883
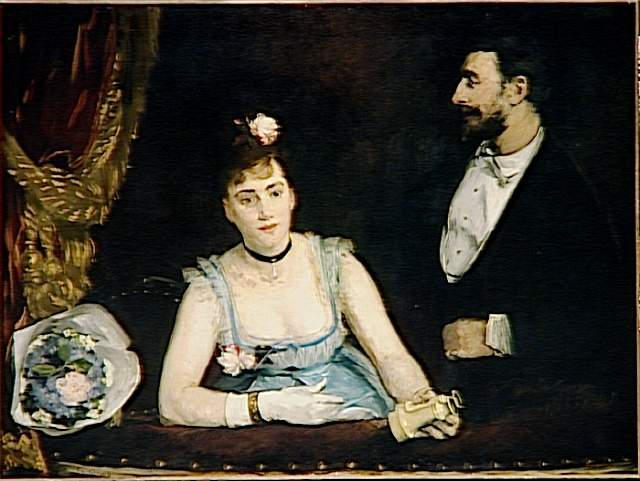
Une loge aux Italiens, Musée d'Orsay, París, 1874
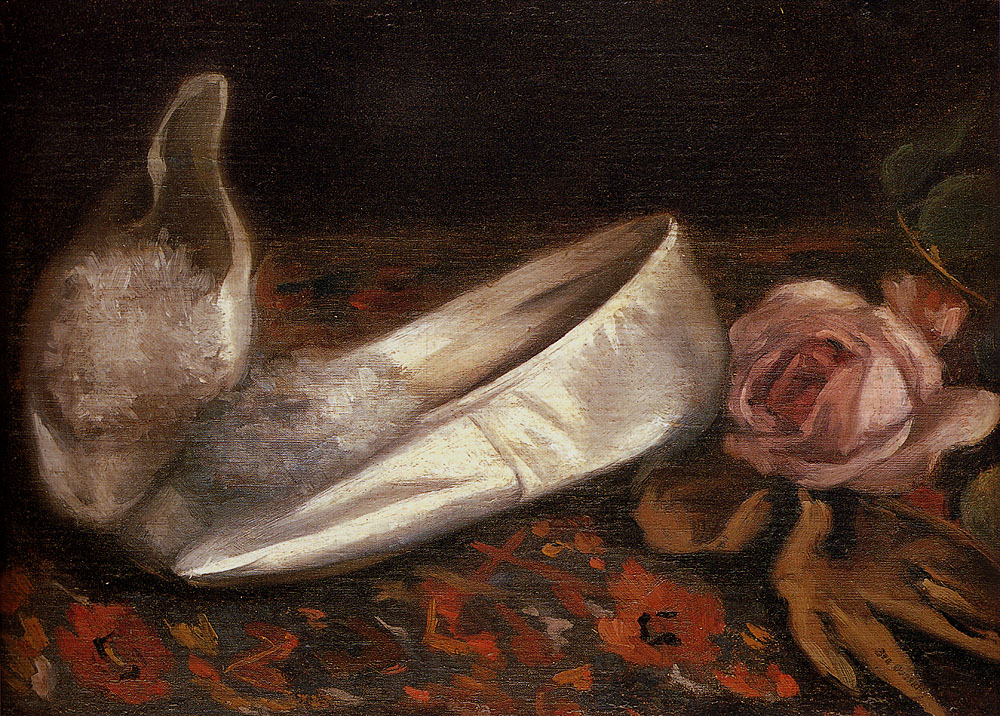
Souliers blancs, col·lecció privada, 1879–1880
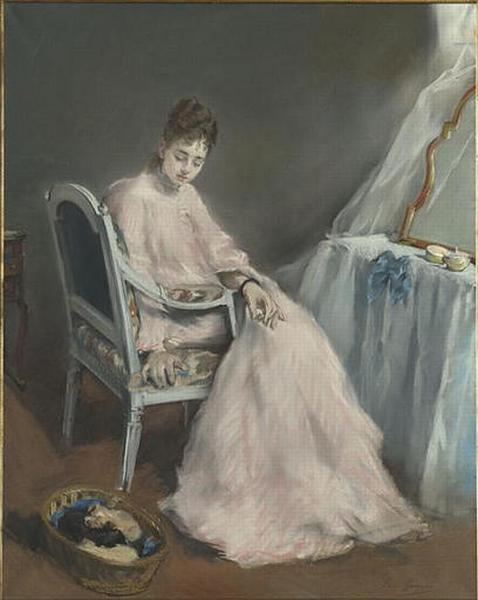
La nichée; «La matinée rose», Museu d'Orsay, 1873–1874